# Hulst
Hulst es una localidad y un municipio de la provincia de Zelanda (Países Bajos) (neerlandés: Zeeland), situado en el Flandes zelandés (neerlandés: Zeeuws-Vlaanderen), esto es, en la parte continental de la provincia.

## Historia
Recibió derechos de ciudad ya en el siglo XII. Fue parte de los Países Bajos de los Habsburgo y Españoles, durante la revuelta neerlandesa cambió varias veces de mano. Ocupada por los sublevados en 1577, retomada a finales de 1583 por Alejandro Farnesio. Tomada por Mauricio de Nassau el 24 de septiembre de 1591 y recuperada por las tropas españoles en 1596. Los neerlandeses tomarían posesión definitivamente de la villa en 1645 , tras su victoria en un nuevo sitio.

## Localidades
- Absdale
- Clinge
- Graauw
- Heikant
- Hengstdijk
- Hontenisse
- Hulst
- Kapellebrug
- Kloosterzande
- Kuitaart
- Lamswaarde
- Nueva Namen
- Ossenisse
- San Jansteen
- Terhole
- Vogelwaarde
- Walsoorden
- Zandberg

## Ciudades hermanadas
- Michelstadt  Alemania

- Datos: Q10073
- Multimedia: Hulst / Q10073